# Naomi Akakpo
Naomi Akossiwa Elise Akakpo, née le 17 décembre 2000 aux Lilas (France), est une athlète togolaise spécialiste de la course de haies. Elle remporte sa première médaille internationale lors des Jeux de la solidarité islamique de 2021 en 100 m haies. 

## Carrière
Lors des Jeux de la solidarité islamique de 2021, qui ont eu lieu en 2022, elle remporte sa première médaille internationale avec l'argent sur le 100 m haies. Elle bat son record personnel en 13 s 40. Quelques semaines auparavant, elle ne dépasse pas le stade des séries lors du 100 m haies aux Championnats du monde.
Elle est nommée porte-drapeau de la délégation du Togo aux Jeux olympiques d'été de 2024 à Paris aux côtés du triathlète Eloi Adjavon.

## Palmarès
| Date | Compétition                             | Lieu   | Place  | Course      |
| ---- | --------------------------------------- | ------ | ------ | ----------- |
| 2022 | Championnats du monde                   | Eugene | séries | 100 m haies |
| 2022 | Jeux de la solidarité islamique de 2021 | Konya  | 2e     | 100 m haies |